# Sanahin
Sanahin (orm. „Սանահին”) – wieś w północnej Armenii, w prowincji Lori, niegdyś część miasta Alawerdi.
Miejscowość jest znana z X-wiecznego kompleksu klasztornego Sanahin zbudowanego za panowania króla Aszota III (952-977), wpisanego w 2000 na Listę Światowego Dziedzictwa UNESCO (wraz z zespołem klasztornym w Hachpat).

## Galeria

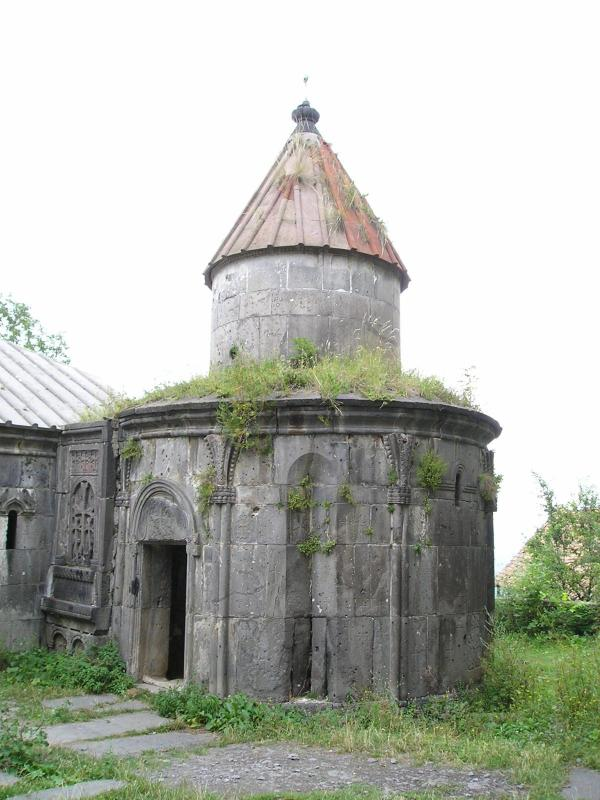
Kaplica św. Jerzego w klasztorze Sanahin
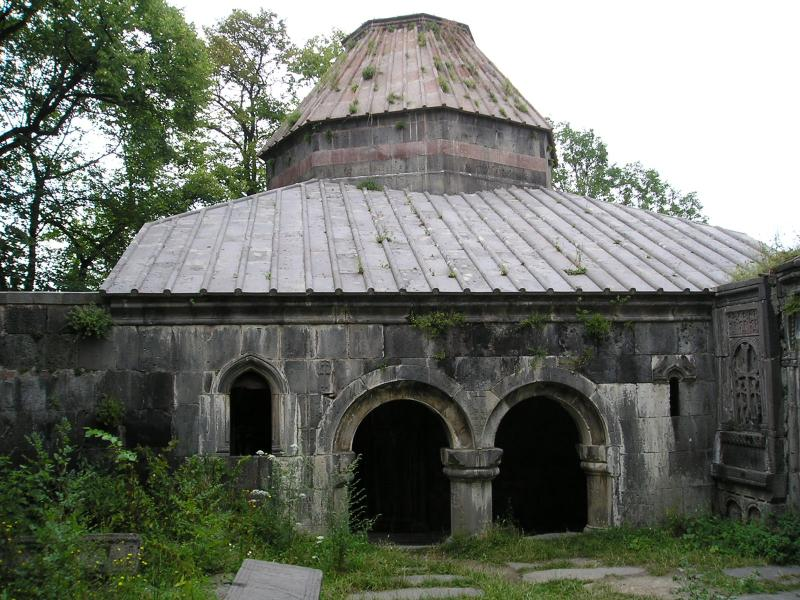
Biblioteka klasztorna w klasztorze Sanahin
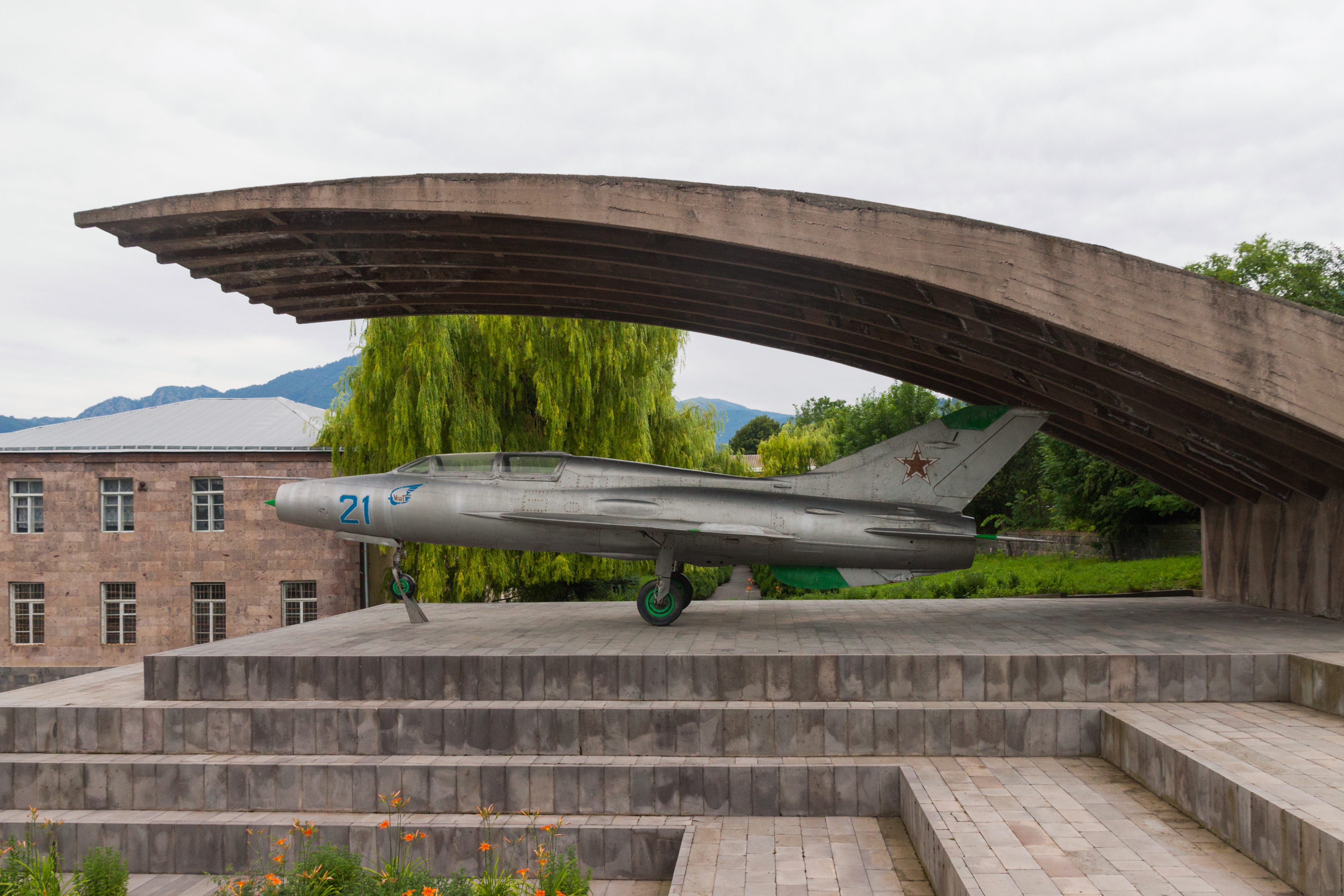
Samolot MiG w Muzeum braci Mikojanów
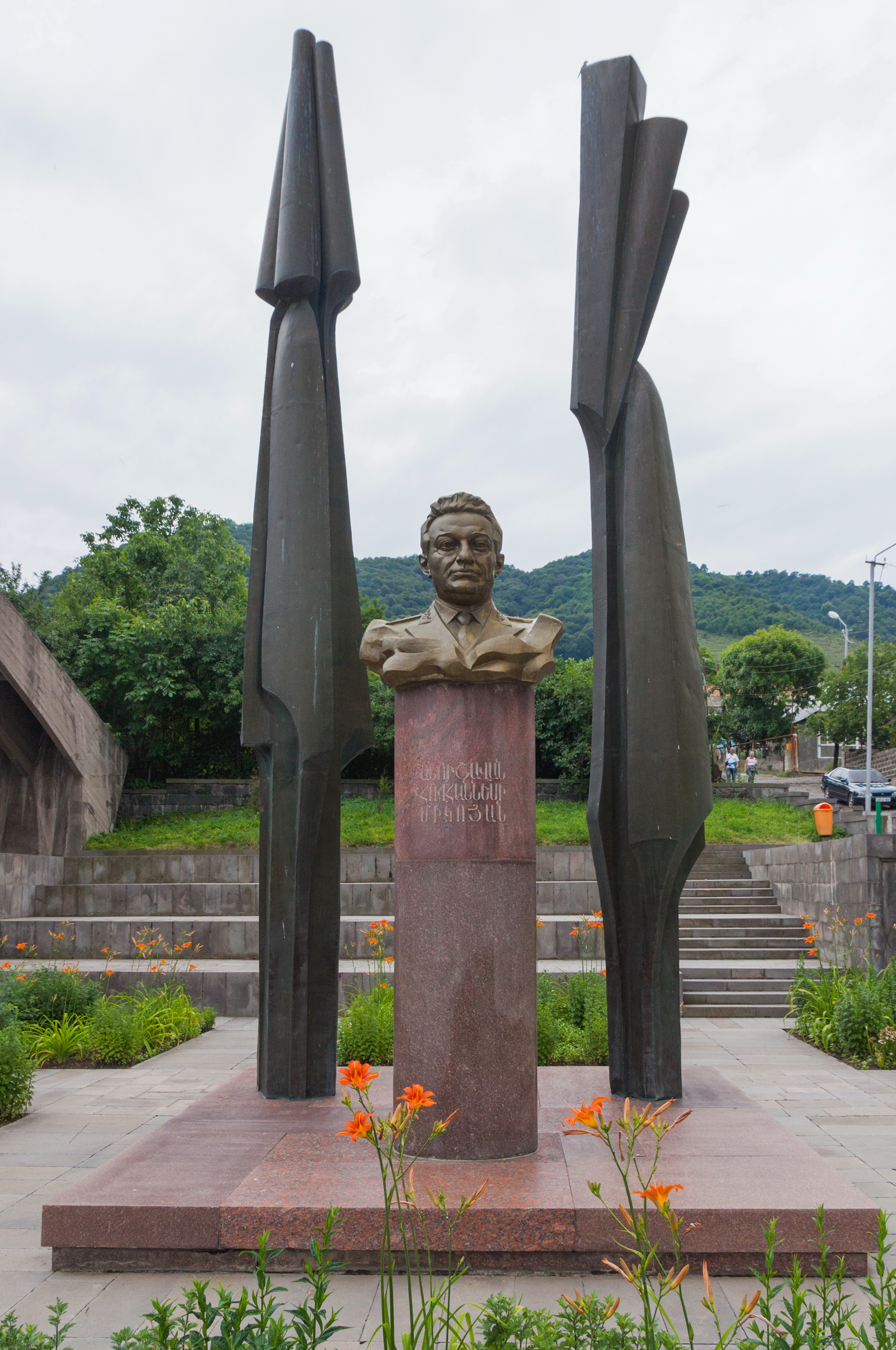
Pomnik Artioma Mikojana
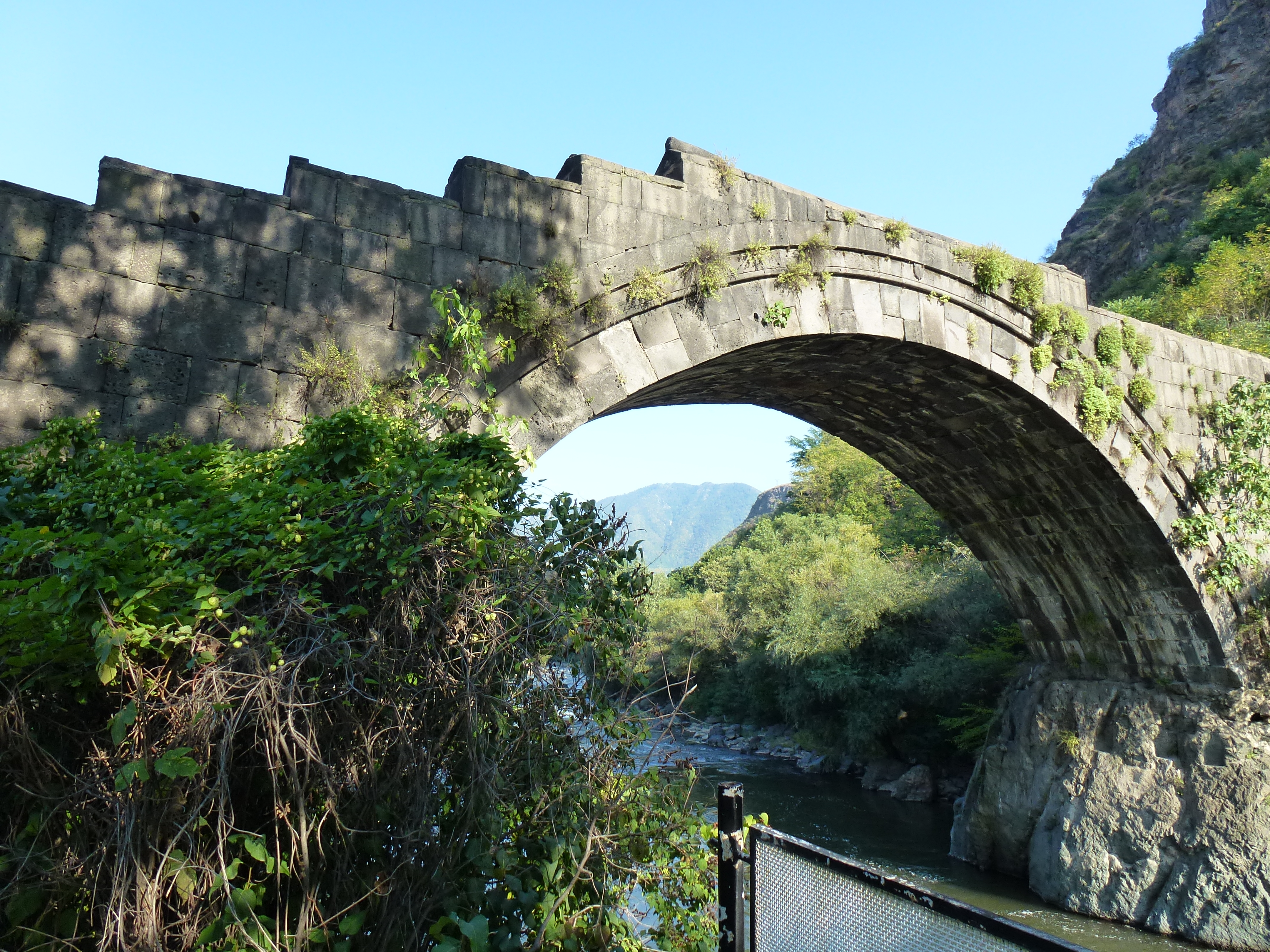
Most nad rzeką Debet z 1192 r.